# Claude de Rye
Claude de Rye, baron van Balançon was een generaal van de artillerie van het Spaanse leger in Vlaanderen en gouverneur van Namen.
Zijn vader was Philibert de Rye, graaf van Varax en zijn moeder was Claudine de Tournon. Claude trouwde met Claudine-Prospére de la Baume, een zus van Jean-Baptiste de la Baume, markies van Saint-Martin, de latere gouverneur van Franche-Comté.
De baron van Balançon was betrokken bij het Beleg van Breda van 1624 tot 1625. Ambrogio Spinola was erg te spreken over Balançon. Na het succesvolle beleg had de opperbevelhebber over Balancon gezegd: "als Filips vijf of zes dienders had gehad met de kwaliteiten van Balançon, dan had hij de wereld kunnen veroveren". Na het beleg in 1625 werd hij beloond met het gouverneurschap van de stad. Zijn ster rees snel en in 1630 kreeg hij de eerbiedwaardige titel van adviseur van het Consejo de guerra, de krijgsraad van koning Filips IV van Spanje op aanraden van Isabella, de landvoogdes. Het jaar erop werd hij generaal van de artillerie. De positie van gouverneur van Franche-Comté werd hem aangeboden in 1633 maar dit sloeg hij af. Het land had veel te verduren van aanvallen van Frankrijk tijdens de Dertigjarige Oorlog. De positie ging naar zijn zwager, de markies van Saint-Martin. De nieuwe landvoogd, kardinaal-infante Ferdinand van Oostenrijk omringde zich graag met Spaanse adviseurs maar de Bourgondiërs Balançon en zijn zwager de markies van Saint-Martin waren een uitzondering. Vanwege de steun van de Spaanse koning kreeg Balançon in 1635 de titel gentilhombre de la camará. Drie jaar later in 1638 kreeg hij een positie in de Raad van State in Brussel en in 1645 werd hij gouverneur van Namen.

## Bron
- Vermeir, Rene (2004): A constellation of courts, the courts and households of Habsburg Europe, 1555 - 1665, Leuven University Press, ISBN 9789058679901